# Zachary Chitwood
Zachary Ray Chitwood (* 9. September 1983) ist ein US-amerikanischer Byzantinist.

## Leben
Er erwarb 2006 den A.B. am Ripon College, 2008 den M.A. an der Princeton University und 2012 ebendort die Promotion bei John F. Haldon mit der Dissertation Byzantine legal culture under the Macedonian dynasty, 867–1056. Von 2012 bis 2016 war er wissenschaftlicher Mitarbeiter an der Humboldt-Universität zu Berlin, von 2016 bis 2024 wissenschaftlicher Mitarbeiter an der Universität Mainz. Nach einer Vertretungsprofessur an der Universität München im Sommersemester 2024 ist er dort seit September 2024 ordentlicher Professor für Byzantinistik.
Abgesehen von seiner rechtsgeschichtlichen Dissertation, arbeitet Chitwood zur Geschichte der griechisch-orthodoxen Kirche und insbesondere zu der des Berges Athos.

## Schriften (Auswahl)
Monographien
- Byzantine legal culture and the Roman legal tradition, 867–1056. Cambridge University Press, Cambridge 2017, ISBN 978-1-107-18256-1.

Herausgeberschaften
- (Hrsg. mit Johannes Pahlitzsch): Ambassadors, artists, theologians: Byzantine relations with the Near East from the ninth to the thirteenth centuries (Byzanz zwischen Orient und Okzident, 12). Veröffentlichungen des WissenschaftsCampus, Mainz 2019.
- (Hrsg. mit Antje Bosselmann-Ruickbie, Johannes Pahlitzsch und Martin Marko Vučetić): Byzanz am Rhein. Festschrift für Günter Prinzing anlässlich seines 80. Geburtstags (Mainzer Veröffentlichungen zur Byzantinistik, 18). Harrassowitz, Wiesbaden 2024, ISBN 978-3-447-12138-5.

Übersetzung
- Michael Borgolte: World history as the history of foundations 3000 BCE to 1500 CE. (Handbook of Oriental Studies, Sect. 1: The Near and Middle East, Band 136). Brill, Boston 2020, ISBN 978-90-04-41448-8.